# Vinianska stráň
Vinianska stráň este o arie protejată (arie specială de conservare — SAC, sit de importanță comunitară — SCI) din Slovacia întinsă pe o suprafață de 28,48 ha, integral pe uscat.

## Localizare
Centrul sitului Vinianska stráň este situat la coordonatele 48°48′06″N 21°59′19″E / 48.80165°N 21.988476°E.

## Înființare
Situl Vinianska stráň a fost declarat sit de importanță comunitară în septembrie 2017 pentru a proteja 6 specii de animale. Situl a fost protejat și ca arie specială de conservare în octombrie 2017.

## Biodiversitate
Situată în ecoregiunea alpină, aria protejată conține 4 habitate naturale: Tufărișuri subcontinentale peripanonice, Roci stâncoase cu vegetație pionieră de Sedo-Scleranthion sau Sedo albi-Veronicion dillenii, Păduri de fag Asperulo-Fagetum, Păduri panonice cu Quercus pubescens.
La baza desemnării sitului se află mai multe specii protejate de  nevertebrate (6): croitorul mare al stejarului (Cerambyx cerdo), Euplagia quadripunctaria, rădașcă (Lucanus cervus), Odontopodisma rubripes, Pholidoptera transsylvanica, Rosalia alpina.